# Tentatives d'assassinat de José Ramos-Horta et de Xanana Gusmão

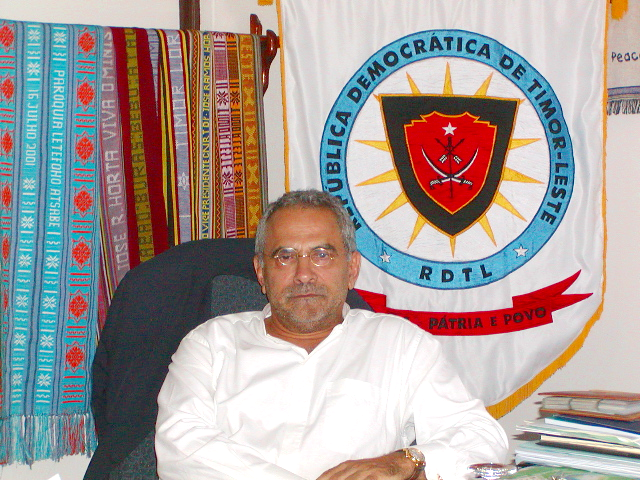
José Ramos-Horta.

Les tentatives d'assassinat de José Ramos-Horta et de Xanana Gusmão sont survenues le 11 février 2008 lorsque des soldats rebelles des Forces de défense du Timor oriental ont envahi les domiciles du président et du premier ministre du Timor oriental, blessant grièvement le président José Ramos-Horta et endommageant la voiture du premier ministre Xanana Gusmão. Deux soldats rebelles, dont le chef Alfredo Reinado, ont été abattus par les forces de sécurité présidentielles. Reinado avait déserté l'armée en 2006 avec 600 autres personnes après s'être plaint de discrimination régionale dans les promotions, déclenchant la  crise timoraise de 2006. Les attaques ont été interprétées de diverses manières comme des tentatives d'assassinat, tentatives d'enlèvements et tentative de coup d'État. Les intentions des rebelles restent inconnues.
Après avoir été hospitalisé à Darwin, dans le Territoire du Nord, en Australie, pendant plus d'un mois, Ramos-Horta est sorti de l'hôpital le 19 mars mais est resté à Darwin jusqu'en avril pour poursuivre son traitement.

## Tentatives d'assassinats

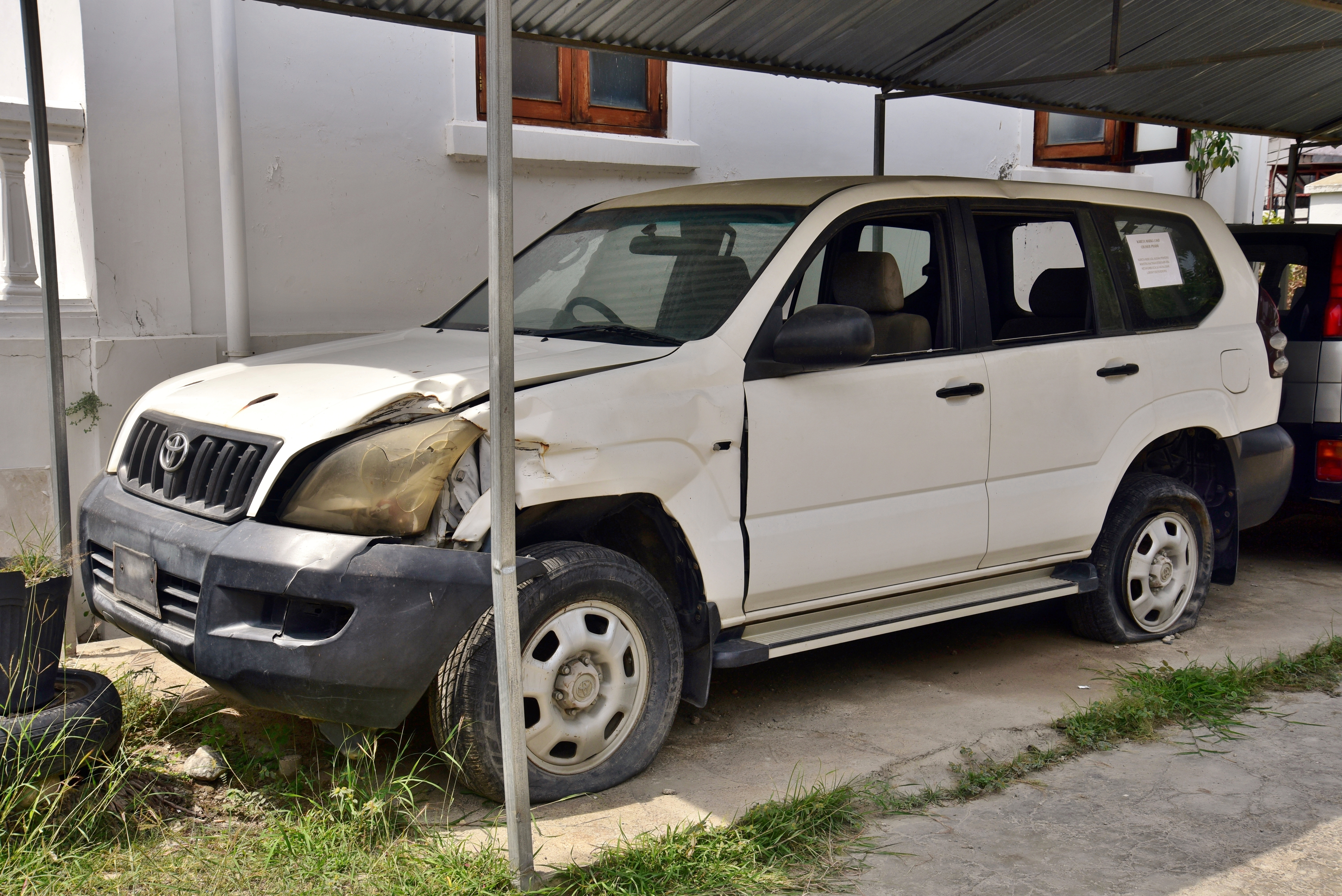
Le Toyota Land Cruiser Prado dans lequel Gusmão roulait lorsqu'il a été attaqué, exposé à la salle de lecture Xanana Gusmão en 2018.

Les événements ont commencé avant l'aube lorsque des soldats rebelles dirigés par Alfredo Reinado sont entrés dans l'enceinte résidentielle du président José Ramos-Horta dans la capitale Dili. Ils ont désarmé le service de sécurité en service et sont entrés dans l'enceinte. Ramos-Horta n'était pas là, faisant son jogging sur la plage. La deuxième équipe de sécurité, arrivée pour relever l'équipe de nuit, a vu Renaido dans la maison et a ouvert le feu, le tuant d'une balle dans la tête. Un autre rebelle, Leopoldino Mendonça Exposto, a également été tué.
Ramos-Horta a été alerté de la fusillade mais a remonté la colline jusqu'à son domicile. Les hommes de Reinado ont ouvert le feu sur lui alors qu'il s'approchait de son domicile. L'un des gardes de Ramos-Horta s'est positionné devant lui comme un bouclier humain. Le garde a été abattu et transporté à l'hôpital dans un état grave. Les rebelles survivants ont fui les lieux.
Le Premier ministre Xanana Gusmão a été alerté de l'attaque contre la résidence présidentielle et a quitté son domicile en voiture pour Dili. Un groupe de soldats rebelles sous le commandement du lieutenant Gastão Salsinha a envahi la maison de Gusmão, trouvant la femme de Gusmão Kirsty et ses enfants mais pas Gusmão. Un autre groupe de rebelles a tiré sur les pneus de la voiture de Gusmão en route vers Dili, mais la voiture a continué sur une certaine distance avant que Gusmão, indemne, l'abandonne et se précipite dans la brousse pour appeler à l'aide.
Gusmão a déclaré un état d'urgence de 48 heures, y compris un couvre-feu et une interdiction de tenir des réunions ou des rassemblements, et a décrit les événements comme une tentative de coup d'État. Ramos-Horta a été évacué à Darwin, en Australie, pour une intervention chirurgicale d'urgence.
Ramos-Horta avait rencontré Reinado à plusieurs reprises dans les mois précédant les attentats, essayant de le persuader de se rendre. Leur réunion la plus récente, le dimanche précédent, se serait terminée de manière acrimonieuse.